# Artemenkiv, Sribne
Artemenkiv (în ucraineană Артеменків) este un sat în așezarea urbană Sribne din regiunea Cernihiv, Ucraina.

## Demografie
Componența lingvistică a localității Artemenkiv
     Ucraineană (95,97%)
     Rusă (4,03%)
Conform recensământului din 2001, majoritatea populației localității Artemenkiv era vorbitoare de ucraineană (95,97%), existând în minoritate și vorbitori de rusă (4,03%).